# Hong Kong ai Giochi della XXIX Olimpiade
Hong Kong ha partecipato ai Giochi della XXIX Olimpiade di Pechino, svoltisi dall'8 al 24 agosto 2008, con una delegazione di 34 atleti.

## Atletica leggera
| Gara            | Atleta      | Batterie | Batterie | Quarti | Quarti | Semifinali | Semifinali | Finale | Finale |
| Gara            | Atleta      | Tempo    | Pos.     | Tempo  | Pos.   | Tempo      | Pos.       | Tempo  | Pos.   |
| --------------- | ----------- | -------- | -------- | ------ | ------ | ---------- | ---------- | ------ | ------ |
| 100 m maschili  | Lai Chun Ho | 10"63    | 7        |        |        |            |            |        |        |
| 100 m femminili | Wan Kin Yee | 12"37    | 6        |        |        |            |            |        |        |

## Badminton
| Gara              | Atleta      | Turno 1                                    | Sedicesimi                            | Ottavi                                   | Quarti | Semifinali | Finale |
| ----------------- | ----------- | ------------------------------------------ | ------------------------------------- | ---------------------------------------- | ------ | ---------- | ------ |
| Singolo maschile  | Ng Wei      | Lin Dan (Cina) 16-21, 13-21                |                                       |                                          |        |            |        |
| Singolo femminile | Yip Pui Yin | Tracey Hallam (Gran Bretagna) 15-21, 17-21 |                                       |                                          |        |            |        |
| Singolo femminile | Wang Chen   | bye                                        | Eva Sládeková (Slovacchia) 21-7, 21-7 | Saina Nehwal (India) 21-19, 11-21, 11-21 |        |            |        |

## Canottaggio
| Gara                              | Atleta                     | Batterie | Batterie | Quarti/ Ripescaggi | Quarti/ Ripescaggi | Semifinali | Semifinali         | Finale  | Finale       |
| Gara                              | Atleta                     | Tempo    | Pos.     | Tempo              | Pos.               | Tempo      | Pos.               | Tempo   | Pos.         |
| --------------------------------- | -------------------------- | -------- | -------- | ------------------ | ------------------ | ---------- | ------------------ | ------- | ------------ |
| Singolo maschile                  | Law Hiu Fung               | 7'45"96  | 3        | 7'29"21            | 6                  | 7'32"61    | 6 (semifinale C/D) | 7'06"17 | 2 (finale D) |
| 2 di coppia pesi leggeri maschile | Chow Kwong Wing So Sau Wah | 6'34"51  | 4        | 6'58"71            | 5                  | 6'33"79    | 3 (semifinale C/D) | 6'34"48 | 4 (finale C) |
| Singolo femminile                 | Lee Ka Man                 | 8'23"02  | 5        | 8'04"68            | 6                  | 8'30"80    | 6 (semifinale C/D) | 7'56"07 | 1 (finale E) |

## Ciclismo

### Su pista
| Gara                    | Atleta       | Punti | Pos. |
| ----------------------- | ------------ | ----- | ---- |
| Corsa a punti maschile  | Wong Kam Po  | 5     | 15   |
| Corsa a punti femminile | Wong Wan Yiu | 0     | 15   |

### Su strada e Cross country
| Gara                    | Atleta         | Tempo        | Posizione    |
| ----------------------- | -------------- | ------------ | ------------ |
| Corsa in linea maschile | Wu Kin San     | 7h 05'57"    | 89           |
| Cross country maschile  | Chan Chun Hing | non concluso | non concluso |

## Equitazione
| Gara        | Atleta                                 | Cavallo  | Qualificazioni | Qualificazioni | Qualificazioni | Qualificazioni | Qualificazioni | Qualificazioni | Finale  | Finale  | Finale  | Finale  | Finale | Finale |
| Gara        | Atleta                                 | Cavallo  | Turno 1        | Turno 1        | Turno 2        | Turno 2        | Turno 3        | Turno 3        | Turno A | Turno A | Turno B | Turno B | Totale | Totale |
| Gara        | Atleta                                 | Cavallo  | Pen.           | Pos.           | Pen.           | Pos.           | Pen.           | Pos.           | Pen.    | Pos.    | Pen.    | Pos.    | Pen.   | Pos.   |
| ----------- | -------------------------------------- | -------- | -------------- | -------------- | -------------- | -------------- | -------------- | -------------- | ------- | ------- | ------- | ------- | ------ | ------ |
| Individuale | Kenneth Cheng                          | Can Do   | 6              | 46             | 21             | 57             |                |                |         |         |         |         |        |        |
| Individuale | Patrick Lam                            | Urban    | 0              | 1              | 9              | 22             | 36             | 46             |         |         |         |         |        |        |
| Individuale | Samantha Lam                           | Tresor   | 14             | 66             | 29             | 63             |                |                |         |         |         |         |        |        |
| A squadre   | Kenneth Cheng Patrick Lam Samantha Lam | v. sopra | 20             | 11             |                |                |                |                | 59      | 15      |         |         |        |        |

## Nuoto
| Gara               | Atleta                    | Batterie | Batterie | Semifinali | Semifinali | Finale | Finale |
| Gara               | Atleta                    | Tempo    | Pos.     | Tempo      | Pos.       | Tempo  | Pos.   |
| ------------------ | ------------------------- | -------- | -------- | ---------- | ---------- | ------ | ------ |
| 50 m stile libero  | Yu Ning Elaine Chan       | 26'54"   | 44       |            |            |        |        |
| 100 m stile libero | Hannah Jane Arnett Wilson | 55'32"   | 26       |            |            |        |        |
| 200 m stile libero | Hoi Shun Stephanie Au     | 2'00"85  | 31       |            |            |        |        |
| 400 m stile libero | Hoi Shun Stephanie Au     |          |          | 4'14"82    | 24         |        |        |
| 800 m stile libero | Hoi Shun Stephanie Au     |          |          | 8'41"66    | 29         |        |        |
| 100 m dorso        | Hiu Wai Sherry Tsai       | 1'02"68  | 34       |            |            |        |        |
| 100 m farfalla     | Hannah Jane Arnett Wilson | 59'35"   | 30       |            |            |        |        |
| 200 m misti        | Hiu Wai Sherry Tsai       | 2'18"91  | 33       |            |            |        |        |

## Scherma
| Gara                           | Atleta          | Sedicesimi                            | Ottavi | Quarti | Semifinali | Finale |
| ------------------------------ | --------------- | ------------------------------------- | ------ | ------ | ---------- | ------ |
| Fioretto individuale maschile  | Lau Kwok Kin    | Kenta Chida (Giappone) 6-15           |        |        |            |        |
| Sciabola individuale femminile | Yeung Chui Ling | Ildikó Mincza-Nébald (Ungheria) 11-15 |        |        |            |        |
| Spada individuale femminile    | Chow Tsz Ki     | Bao Yingying (Cina) 5-15              |        |        |            |        |

## Tennis tavolo
| Gara              | Atleta      | Preliminari | Turno 1 | Turno 2                                                                    | Turno 3                                                                 | Turno 4                                                                 | Quarti                                              | Semifinali | Finale |  |  |
| ----------------- | ----------- | ----------- | ------- | -------------------------------------------------------------------------- | ----------------------------------------------------------------------- | ----------------------------------------------------------------------- | --------------------------------------------------- | ---------- | ------ |  |  |
| Singolo maschile  | Cheung Yuk  | bye         | bye     | bye                                                                        | Jörgen Persson (Svezia) 1-4 (9-11, 7-11, 4-11, 11-9, 2-11)              |                                                                         |                                                     |            |        |  |  |
| Singolo maschile  | Ko Lai Chak | bye         | bye     | Gionis Panagiotis (Grecia) 4-3 (11-5, 7-11, 11-4, 10-12, 11-8, 4-11, 11-4) | Ryu Seung-Min (Corea del Sud) 4-2 (11-7, 11-8, 11-6, 4-11, 5-11, 12-10) | Dimitrij Ovtcharov (Germania) 4-1 (11-4, 11-7, 11-4, 1-11, 11-1)        | Wang Hao (Cina) 1-4 (11-7, 8-11, 11-6, 11-7, 11-9)  |            |        |  |  |
| Singolo maschile  | Li Ching    | bye         | bye     | bye                                                                        | Jang Song Man (Corea del Nord) 4-1 (11-4, 11-9, 11-8, 9-11, 11-8)       | Tan Ruiwu (Croazia) 2-4 (11-9, 6-11, 12-10, 8-11, 11-13, 5-11)          |                                                     |            |        |  |  |
| Singolo femminile | Lau Sui Fei | bye         | bye     | Xian Yi Fang (Francia) 4-1 (11-3, 9-11, 11-3, 11-8, 11-4)                  | Guo Yue (Cina) 0-4 (2-11, 8-11, 6-11, 6-11)                             |                                                                         |                                                     |            |        |  |  |
| Singolo femminile | Lin Ling    | bye         | bye     | bye                                                                        | Tatyana Kostromina (Bielorussia) 4-0 (11-6, 11-3, 11-6, 11-8)           | Li Jiawei (Singapore) 3-4 (11-4, 12-14, 12-10, 8-11, 11-5, 9-11, 11-13) |                                                     |            |        |  |  |
| Singolo femminile | Tie Ya Na   | bye         | bye     | bye                                                                        | Shen Yanfei (Spagna) 4-1 (6-11, 11-7, 12-10, 11-4, 11-5)                | Li Qiangbing (Austria) 4-3 (11-9, 9-11, 2-11, 11-2, 11-9, 8-11, 11-3)   | Wang Nan (Cina) 1-4 (5-11, 4-11, 13-11, 2-11, 4-11) |            |        |  |  |

### Gara a squadre maschile
La squadra maschile era formata da Cheung Yuk, Ko Lai Chak e Li Ching.

#### Prima fase
| 13 agosto 2008 | Hong Kong | 3 – 1 | Russia |  |

| 13 agosto 2008 | Hong Kong | 3 – 0 | Nigeria |  |

| 14 agosto 2008 | Hong Kong | 0 – 3 | Giappone |  |

| Squadra   | P.ti | G | V | P | GV | GP |
| --------- | ---- | - | - | - | -- | -- |
| Giappone  | 6    | 3 | 3 | 0 | 9  | 0  |
| Hong Kong | 5    | 3 | 2 | 1 | 6  | 4  |
| Nigeria   | 4    | 3 | 1 | 2 | 3  | 8  |
| Russia    | 3    | 3 | 0 | 3 | 3  | 9  |

#### Seconda fase
Tabellone per il bronzo, quarti di finale
| 15 agosto 2008 | Hong Kong | 3 – 0 | Taipei cinese |  |

Tabellone per il bronzo, semifinale
| 17 agosto 2008 | Hong Kong | 1 – 3 | Corea del Sud |  |

### Gara a squadre femminile
La squadra femminile era formata da Lau Sui Fei, Lin Ling e Tie Ya Na.

#### Prima fase
| 13 agosto 2008 | Hong Kong | 3 – 0 | Polonia |  |

| 14 agosto 2008 | Hong Kong | 3 – 0 | Romania |  |

| 14 agosto 2008 | Hong Kong | 3 – 0 | Germania |  |

| Squadra   | P.ti | G | V | P | GV | GP |
| --------- | ---- | - | - | - | -- | -- |
| Hong Kong | 6    | 3 | 3 | 0 | 9  | 0  |
| Romania   | 5    | 3 | 2 | 1 | 6  | 5  |
| Polonia   | 4    | 3 | 1 | 2 | 5  | 7  |
| Germania  | 3    | 3 | 0 | 3 | 1  | 9  |

#### Seconda fase
Semifinale
| 15 agosto 2008 | Hong Kong | 0 – 3 | Cina |  |

Tabellone per il bronzo, semifinale
| 16 agosto 2008 | Hong Kong | 2 – 3 | Giappone |  |

## Tiro
| Gara                    | Atleta   | Qualificazioni | Qualificazioni | Finale    | Finale       | Finale |
| Gara                    | Atleta   | Punteggio      | Pos.           | Punteggio | Punt. totale | Pos.   |
| ----------------------- | -------- | -------------- | -------------- | --------- | ------------ | ------ |
| Pistola 25 m automatica | Wong Fai | 558            | 18             |           |              |        |

## Triathlon
| Gara           | Atleta      | Nuoto  | Ciclismo | Corsa    | Tempo totale | Posizione |
| -------------- | ----------- | ------ | -------- | -------- | ------------ | --------- |
| Gara maschile  | Lee Chi Wo  | 18'54" | 58'24"   | 36'22"   | 1h 54'40"78  | 43        |
| Gara femminile | Mak So Ning | 21'18" | doppiata | doppiata | doppiata     | -         |

## Vela
| Gara              | Atleta        | Regata | Regata | Regata | Regata | Regata | Regata | Regata | Regata | Regata | Regata | Regata | Punteggio | Pos. |
| Gara              | Atleta        | 1      | 2      | 3      | 4      | 5      | 6      | 7      | 8      | 9      | 10     | M      | Punteggio | Pos. |
| ----------------- | ------------- | ------ | ------ | ------ | ------ | ------ | ------ | ------ | ------ | ------ | ------ | ------ | --------- | ---- |
| Windsurf maschile | Chan King Yin | 5      | 4      | 2      | 5      | 3      | 33     | 21     | 27     | 7      | 8      | 2      | 85        | 6    |
| Windurf femminile | Chan Wai Kei  | 10     | 10     | 6      | 13     | 7      | 12     | 6      | 7      | 14     | 4      | 18     | 93        | 9    |